# Легенда (филм из 2015)
Легенда (енгл. Legend) британски је криминалистички трилер из 2015. режисера Брајана Хелгеланда, који обрађује успон и пад близанаца Роналда и Реџиналда Креја, Лондонских гангстера из 50-их и 60-их година 20. века.

## Радња
Реџи Креј, бивши боксер, био је важан део криминалног подземља у Лондону 1960. године. На почетку филма, његов брат близанац Роналд, геј мушкарац који болује од параноидне шизофреније, налази се у менталној установи. Реџи успева да повуче праве конце како би брата раније пустили, који је потом брзо пуштен из азила. Два брата удружују снаге да преузму већи део лондонског криминалног подземља.
Један од првих заједничких покушаја је да се изнудом и бруталним насиљем преузме контрола над локалним ноћним клубом. Реџи успева да започне везу са Френсис, сестром свог возача, што доводи до брака, али је затворен због претходних кривичних дела од којих не може да побегне.
Док је Реџи у затвору, Роналдови психијатријски проблеми и окрутност доводе до тешких незгода у ноћном клубу. Клуб је приморан да се скоро затвори након што је уплашио већину својих купаца. Када Реџи коначно изађе из затвора, успевају делимично да исправе ситуацију.
Поново заједно, браћа су склопила договор са америчким криминалним синдикатом којег је представљао Анђело Бруно из Филаделфије, који је понудио да подели профит лондонских коцкарница педесет на педесет у замену за локалну заштиту од браће Креј. У почетку је овај систем веома исплатив за браћу. Међутим, Роналдово насиље наставља да ствара проблеме са Скотланд Јардом, који отвара пуну истрагу о браћи Креј.
Френсис све више не воли гангстерски начин живота свог мужа, што доводи до свађа, током једне од којих Реџи туче и силује своју жену, приморавајући је да оде. Реџи покушава да је врати, па чак и купује две карте за Ибизу да се опусти и поново повеже, али Френсис одлучује да се „ослободи“ превеликом дозом дроге.
Њихове криминалне активности се настављају, а браћа не могу да обуздају истрагу Скотланд Јарда у лицу надзорника детектива Леонарда Рида, који убрзо хапси Роналда. Последња сцена показује како полицијски тим разваљује врата Реџијевог стана да би га ухапсио. До краја живота носио је са собом те две карте за Ибицу, доказујући да се никада није помирио са Френсисиним самоубиством.
Завршне шпице откривају да су оба брата осуђена на дуге затворске казне због убиства. Умрли су у року од неколико година једно од другог: Рони од срчаног удара 1995., Реџи од рака 2000. године.

## Главне улоге
| Глумац            | Улога                     |
| ----------------- | ------------------------- |
| Том Харди         | Роналд Креј/Реџиналд Креј |
| Емили Браунинг    | Франсес Шеј               |
| Кристофер Еклстон | Ленард Рид                |
| Тарон Еџертон     | Едвард Смит               |
| Пол Бетани        | Чарли Ричардсон           |
| Колин Морган      | Френки Шеј                |
| Дејвид Тјулис     | Лезли Пајн                |
| Чез Палминтери    | Анџело Бруно              |
| Анајрин Барнард   | Дејвид Бејли              |
| Пол Андерсон      | Алберт Донохју            |
| Кевин Макнали     | Харолд Вилсон             |